# Silvermine Art Colony

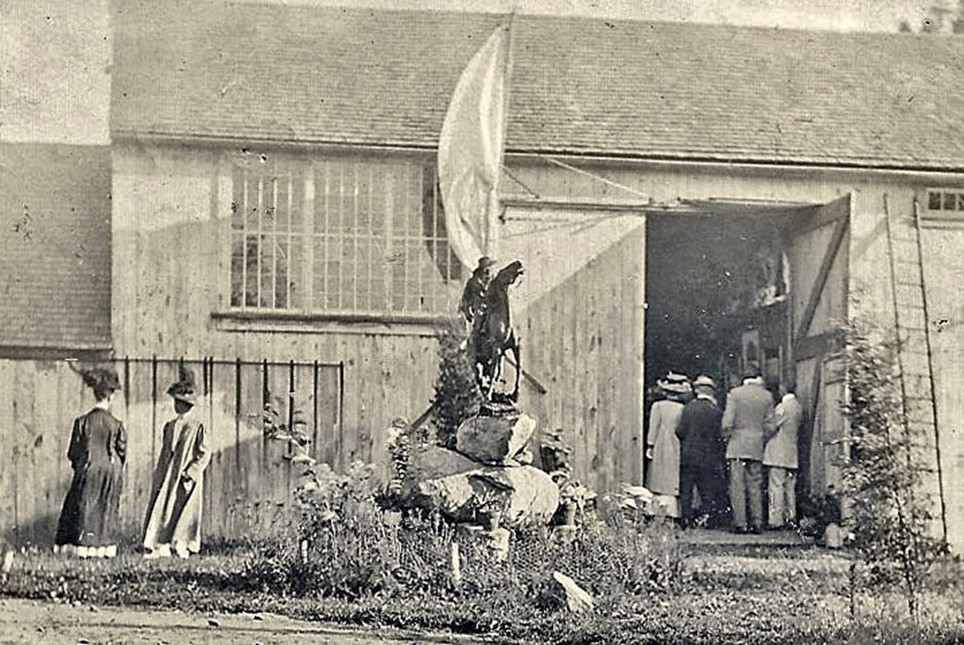
Die Ausstellung der Silvermine Art Colony von 1909 in Solon Borglums Atelier/Scheune

Die Silvermine Art Colony war eine Künstlerkolonie im Stadtteil Silvermine von New Canaan, Connecticut (USA), die zu Beginn des 20. Jahrhunderts entstand. Maßgeblich initiiert wurde sie durch den amerikanischen Bildhauer Solon Borglum (1868–1922), der 1906 gemeinsam mit seiner Frau Emma eine kleine bewirtschaftete Farm am Silvermine River nahe der Straße nach Wilton erwarb. Die Kolonie befand sich im Silvermine-Gebiet, das sich über die Städte New Canaan, Wilton und Norwalk erstreckte. Sie bestand von 1908 bis 1922. Im Silvermine Arts Center (ursprünglich Silvermine Guild of Artists) werden seit 1922 umfangreiche Ausstellungen veranstaltet, die eng mit der Entwicklung der Kunstszene in Connecticut und Neuengland verbunden sind.

## Geschichte

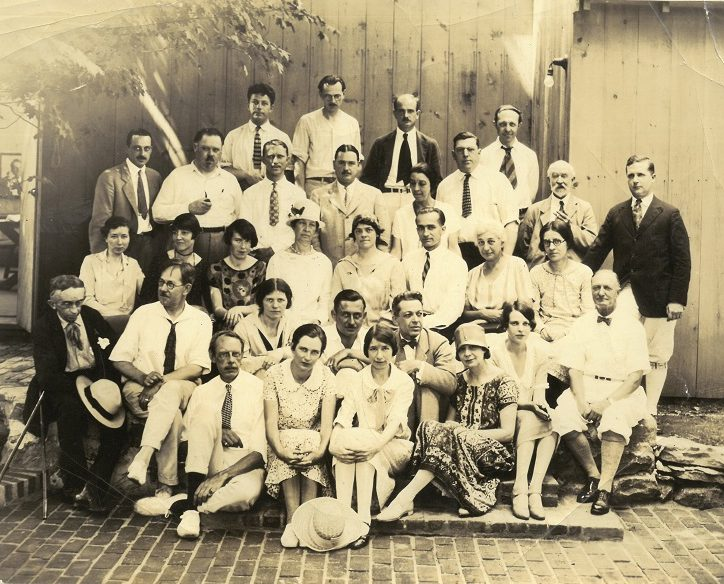
Silvermine Group of Artists, um 1920

Der Bildhauer Solon Borglum kaufte im Jahr 1906 einen Bauernhof in der Nähe des Silvermine River. Die Scheune auf dem Gelände wurde 1908 zu einem Atelier umgebaut. Ein großes Nordfenster sorgte für natürliches Licht. Im unteren Bereich wurde Platz für eine Skulpturenwerkstatt sowie für eine Kuh der Familie geschaffen. Im Sommer 1908 stellte Borglum sein Atelier erstmals als Treffpunkt für die Silvermine Group of Artists zur Verfügung, die später als Silvermine Art Colony bekannt wurde. Zusammen mit anderen Künstlern traf er sich sonntags zum Kritikaustausch. Dieser wurde scherzhaft „Knockers Club“ genannt, da die Werke der Künstler dort gegenseitig kritisiert oder zerrissen wurden. Zu den Teilnehmern zählten Addison T. Millar, D. Putnam Brinley, Richard B. Gruelle, Johnny Gruelle, Carl Schmitt und Howard und Cornelia Hildebrandt. Ab 1908 veranstaltete die Gruppe jährliche Sommerausstellungen, die Publikum aus New York und der Region anzogen. Im Jahr 1920 besuchten hunderte Interessierte die Ausstellung. Im Januar 1922 starb Solon Borglum überraschend. Nach seinem Tod widmete sich die Gruppe der formellen Gründung der Silvermine Guild of Artists: 1922 fanden Planungstreffen statt und 1924 erfolgte die offizielle Eintragung als gemeinnütziger Verein. 

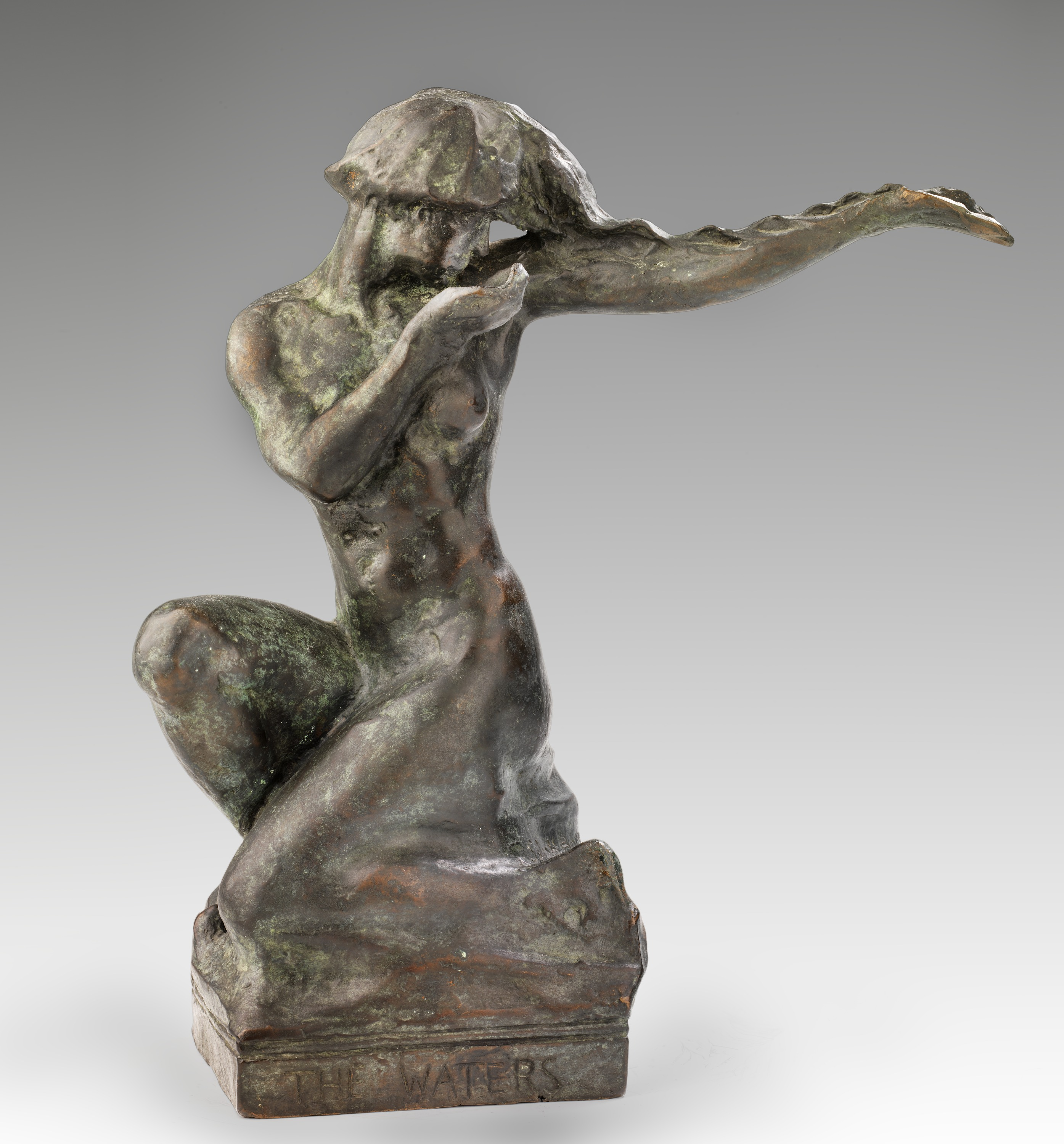
Solon H. Borglum: The Waters, Bronzeskulptur, (1913/1914). Smithsonian American Art Museum, Washington D. C.

Nach dem Ersten Weltkrieg hatte sich die Bevölkerungsstruktur Silvermines zunehmend verändert: Kreative Familien und Pendler waren in die Region die gezogen. Die Künstlergemeinschaft erweiterte ihr Ziel um pädagogische Angebote und die ganzjährige Nutzung künstlerischer Einrichtungen. Planungstreffen hierzu fanden im Haus von Leo Dorn sowie im Atelier von Dorothy Byard statt. Der Jurist John Kenneth Byard wurde mit der Ausarbeitung der Gründungsdokumente beauftragt. Im November 1922 wurde eine neue Körperschaft offiziell registriert, die ein großes Grundstück mit einer Scheune in Silvermine erwarb.
Die Silvermine Art Colony spielte eine bedeutende Rolle bei der Entwicklung Silvermines zu einer kulturell aktiven Gemeinde. Durch ihre Offenheit gegenüber neuen künstlerischen Strömungen zog sie neben bildenden Künstlern auch Musiker, Schriftsteller und Schauspieler an. Die Nähe zu New York City, günstiger Wohnraum, eine vielfältige ländliche Umgebung sowie das kreative Milieu förderten die kulturelle Entfaltung in Silvermine. Bekannte Künstler wie Milton Avery, Helen Frankenthaler und Jacques Lipchitz stellten hier aus. Merce Cunningham und Alvin Ailey unterrichteten Tanz an der Schule. Das New York Philharmonic Orchestra trat auf dem Festivalgelände auf.

## Werke (Auswahl)

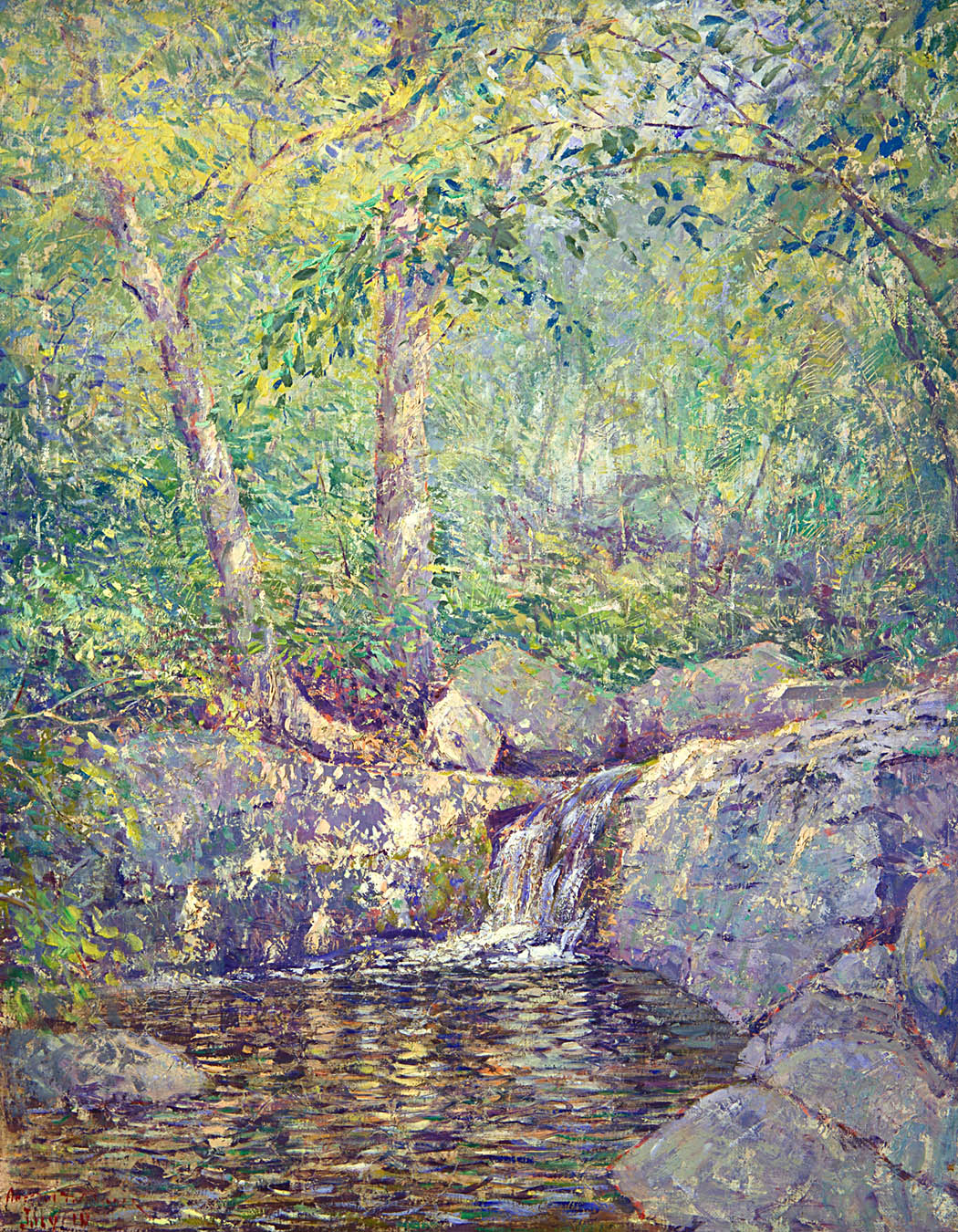
Addison Thomas Millar: The Waterfall, 1910. Smithsonian American Art Museum, Washington D. C.

Einige Werke sind erhalten geblieben und werden heute im New Canaan Museum & Historical Society (Silvermine Collection) aufbewahrt.
Dazu zählen:
- The Italian Quarter (1925) und Study for Emerald Pool (1913) von D. Putnam Brinley
- Five Aesop’s Fables (WPA-Zyklus) von Justin Gruelle,
- Autumn Morning (1912) von Addison T. Millar,
- Keramik von Mabel Gruelle sowie
- Zeichnungen von Richard Gruelle,
- Arbeiten von Howard und Cornelia Hildebrandt,
- Skulpturen von Solon Borglum, die im Zentrum der frühen Ausstellungen standen.